# 何実
何 実（か じつ、? - 1257年）は、モンゴル帝国に仕えた漢人将軍の一人である。字は誠卿。

## 概要
何実は代々北京（大定府）に居住してきた一族の出で、曾祖父の何摶霄は好んで施しを行う善人として知られていた。祖父は何鼎敬。父の何道忠は金朝に仕えて北京留守に任じられたが、早くに亡くなったために息子の何実は叔父に育てられることになった。何実は幼い頃から非凡なことで知られ、成長すると諸外国語を学び騎射をよくしたため、近隣の民は皆何実に畏服していたという。
1215年（乙亥）、モンゴルの金朝遠征に伴って治安の悪化した遼西地方では錦州の張鯨なる人物が自立して臨海郡王を称し、一度はモンゴルに降ったが後に反して殺された。張鯨の弟の張致は兄とともにモンゴルに反旗を翻すに当たって何実を誘ったが、何実はこれを拒絶した。1216年（丙子）春に何実は遂にムカリ率いるモンゴルに降り、ムカリに多くの献策を行ったために高く評価されたという。 後にはその功績が認められてチンギス・カンに謁見し、鞘剣を下賜された何実はムカリ軍の先鋒に抜擢された。
一方、張致は兄の張鯨の死後も錦州でモンゴルに抵抗を続けており、何実は神水県で激戦の末張致軍を破り300人余りを殺して多くの戦馬・兵・武具を獲得する功績を挙げた。これを受けてムカリは鞍馬弓矢を下賜して功績に報い、帳前軍馬都弾圧の地位を授けた。年にムカリが大師国王と称すると山東地方の経略に従い、何実は4千の兵をひきいて燕南斉西の地に進出し、邢州をはじめ曹州・濮州・恩州・徳州・泰安州・済寧州などの平定に功績をあげた。濰州を過ぎた後にムカリ軍本隊と合流し、功績により兵馬都鎮撫の地位を授けられた。その後、今度は山西地方北部の一帯の大同・雁門・石州・隰州平定に従事した後、南下して山西地方中部の太原・平陽・河中・京兆諸城も平定し、功績により元帥左監軍とされた。
1223年（癸未）にムカリが亡くなるとその息子のボオルに引き続き仕え、一度モンゴルに降った武仙が叛乱を起こすと、5千の兵を率いて武仙の拠る邢州を包囲した。何実は雲梯を用いて城壁を登り、城の陥落後は逃れた武仙を追撃して北40里の所で斬首200級を数える勝利を得た。その夜に武仙は遂にモンゴル軍の追撃を逃れたものの、何実は捕虜の虐待を厳しく禁じたため士民は安堵したという。ボオルは何実に陥落したばかりの邢州に駐屯するよう命じ、何実は善政を敷いたことによって神明の如しと敬われたという。1224年（甲申）、ボオルの征西に従って開封府・陳州・蔡州・唐州・鄧州・許州・鈞州・睢州・鄭州・亳州・潁州などの諸城を攻めて功績があった。打ち取った首は1500を数え、工匠700人余りを捕虜とした。その後ボオルは再び邢州に駐屯するよう命じている。
1227年（丁亥）には金虎符を下賜され、便宜行元帥府事の地位を授けられた。邢州は武仙の乱によって荒廃し飢餓が発生していたため、何実は匠局を博州に移すよう請願し、ボオルはこれに従っている。ボオルは連年何実が出征していることを労り、出征を控えさせた。1235年（乙未）にはボオルは何実の息子の何仲沢を質子（トルカク）とした。
1237年（丁酉）、オゴデイに召還された何実は金幣紋綺三篚を貢した。この時、陵州で賊に遭うと弓矢を用いて20人余りを殺し、10人余りを生け捕りにした。その後、オゴデイは何実を征行元帥にしようとしたが、何実は20年にわたる征戦によって幾多の傷を負い、右腕は挙がらないため自分は廃人同然であるとしてこれを固辞し、願わくば工匠の督治で余生を送りたいと願い出た。大抜擢を固辞されたオゴデイはこれを喜ばなかったが、何実を親衛隊（ケシク）に入れて様子を窺わせたところ何実が語った負傷は事実であったため、改めて何実の要望通り御用局人ダルガチの地位を授けた。更に、白貂帽・減鉄繋腰・貂衣1襲・弓1・矢100を賜って故郷に帰らせた。その後1257年（丁巳）に亡くなった。
息子は9人、孫は17人いたと知られている。息子の何崇礼は応奉翰林文字・従仕郎・同知制誥兼国史院編修官の地位を授かっている。